# Eustachius Dindemüller
Eustachius Dindemüller, bürgerlich Fritz Mayer (* 6. März 1886 in Krauchenwies; † 6. Januar 1957 in Karlsruhe) war ein badischer Mundartschriftsteller. Er gilt als Repräsentant des Karlsruher Humors.

## Leben und Wirken
Mayer war Oberstadtinspektor in Karlsruhe. Er wurde unter dem Pseudonym Eustachius Dindemüller vor allem durch seine "Briefe aus der Residenz" (Bd. I 1916 bis Band VII 1930) bekannt, die in mittelbadischer Mundart geschrieben sind. Sein Büchlein "Schnoogedänz – Bosse und Glosse in Karlsruher Mundart" erschien 1939. 1952 erschien das Büchlein Gschwätzgebabbel.